# Alfredo Palacios Espinosa
Alfredo Palacios Espinosa (La Concordia, Chiapas, 16 de enero de 1948-) es un escritor, narrador, docente y dramaturgo mexicano.

## Historia
Nació el 16 de enero de 1948, en el ejido Niños Héroes del municipio de La Concordia, Chiapas, en donde permaneció hasta los 9 años de edad en el rancho de sus bisabuelos maternos. Sus padres fueron Eduardo Palacios Ríos y Guadalupe Espinosa Ventura. Vino a residir a Tuxtla Gutiérrez donde concluyó su educación primaria en la escuela Dr. Rodulfo Figueroa. La educación secundaria la hizo internado en el colegio Linda Vista de Pueblo Nuevo Solistáhuacan. Después se trasladó a la ciudad de Oaxaca donde hizo sus estudios de educación normal en el CRENO (Centro Regional de Educación Normal de Oaxaca), pero no se tituló porque se trasladó a La Habana (Cuba) para aprovechar una beca que obtuvo para estudiar análisis dramático y dirección escénica. Fue en Oaxaca donde realizó las primeras experiencias en la actuación y la dirección de obras de teatro. A su regreso de La Habana ingresó a los cursos de actuación que impartía el maestro Seki Sano en la Ciudad de México, en donde también fue asistente de escena de Jebert Darien. Se trasladó a Monterrey Nuevo León para hacerse cargo del grupo de teatro del Injuve, luego dirigió el teatro Calderón de la Ciudadela y el Teatro de la Azotea de la UANL.Obtener ayuda para editar
En el año 1968 regresó a Chiapas obligado por la anunciada inundación de la región de Cuxtepeques de lo que hoy es la presa La Angostura para hacerse cargo de la indemnización del patrimonio familiar, por lo que retomó su profesión de docente iniciándose como maestro de educación primaria en los parajes indígenas de Xixiltón del municipio de Chenalhó y en Oquem de Huixtán. Más tarde entró a trabajar a la ETI 19 (la Prevo) de Tuxtla Gutiérrez y aprovechó para titularse como maestro de educación primaria en el Instituto Tuxtla. En 1970 dejó el sistema educativo federal para aceptar la Coordinación de Difusión Cultural de la Secretaría de Educación del Estado durante la gestión del doctor Velasco Suárez hasta 1975, en que se hizo cargo de la dirección del Centro Escolar Dr. Belisario Domínguez que estaba en pleno centro de la capital y por esta razón en 1981 fue notificado por el propio gobernador Juan Sabines Gutiérrez que, por la modernización del centro de Tuxtla el plantel sería reubicado. Con la premisa de mudarse por mejorarse, contando con la anuencia de maestros y padres de familia convino con este ejecutivo la presentación de un proyecto integral de educación básica de diez grados que hasta hoy lleva el nombre de Centro de Educación Básica del Estado de Chiapas (CEBECH) Dr. Belisario Domínguez. Este mismo modelo de educación integrada lo extendió a las ciudades de Tapachula y Cintalapa, cuando fue subsecretario de educación. Por esos mismos años trabajó en la escuela normal del estado y la preparatoria del Estado en el turno vespertino durante 15 años. Formó y dirigió grupos de teatro.
En cuanto a su formación es profesor de educación primaria, con licenciaturas en ciencias sociales, en lengua y literatura españolas, en educación básica y maestría en educación. Es director escénico y cursó los siguientes diplomados en: análisis dramático, intervención pedagógica, técnica del guionismo para TV y cine, producción por TV para niños y en tecnologías de la información y la comunicación en educación.
Como educador trabajó 40 años al servicio de la educación. Fue presidente de varias comisiones del antiguo Instituto de Ciencias y Artes de Chiapas (ICACH); catedrático de las Escuelas Preparatoria y Normal del Estado por 15 años; director fundador por 30 años del Centro de Educación Básica del estado de Chiapas Dr. Belisario Domínguez; asesor general del INEA-Chiapas; asesor educativo de dos gobernadores; secretario particular, dos veces subsecretario de educación y titular de la Secretaría de Educación (2000-2006).
En cultura dirigió grupos de teatro como: el de la Casa de la Asegurada y el del Liceo del Sureste en Oaxaca; el del INJUVE y el Teatro Calderón de La Ciudadela en Monterrey, Nuevo León y en Chiapas; al grupo infantil de teatro y al grupo teatral del magisterio y a Los Teatristas de Chiapas, entre otros. En la Ciudad de México fue miembro del Coro de Poesía del Organismo Internacional de Poesía y asistente de escena de Jeber Darien, Alejandro Jodorowsky y del maestro Seki Sano. Como funcionario fue coordinador general de cultura de 1970 a 1975 del gobierno de Chiapas y director general del Consejo Estatal para las Culturas y las Artes de Chiapas del 2006 al 2008.
Entre otras actividades fue líder durante el movimiento magisterial cuando se exigía la nivelación económica y la democratización de la vida sindical. Fue secretario general de la delegación D-I-17 de primarias y de la D-II-8 de la Normal del Estado y coordinador de la comisión ejecutiva para normalizar la vida sindical de la Sección 40 del SNTE. Se desempeñó también como consejero ciudadano propietario del Consejo Local del IFE.
En 2012, se vio envuelto en la persecución política que fue objeto Pablo Salazar Mendiguchia, siendo apresado junto con funcionarios de primer nivel de su gobierno y más tarde liberado y exhonerado.
Tiene cuatro hijos y once nietos. A partir de su jubilación ocupa gran parte de su tiempo en escribir y dedicarse a una granja que tiene el registro de UMA ante la SEMARNAT para intentar la reproducción de animales en peligro de extinción.
A partir del mes de abril del 2022, fue designado como Director del Instituto Tuxtleco de Arte y Cultura del Ayuntamiento, reconociendo su trayectoria educativa y cultural, así como sus aportaciones literarias.

## Obra

### Poemario
- Desasosiegos. U.B.J.O. Oaxaca, 1981

### Novelas
- Los malos presagios. Edición personal. Tuxtla Gutiérrez, 146 p. 1984

- Los confines de la utopía. ICHC. ISBN 968-6492-56-9, 1992

- El heredero y el miedo. ISBN en trámite. (En prensa). Sinapsis. 2013.
- La Perseverancia. Historias de un pueblo bajo el agua (1930-1978). Tuxtla Gutiérrez, Chiapas, México: Historia Herencia Mexicana Editorial. (2019)
- Los enemigos de Dios. Una tragedia oculta por dos ciudades. San Cristóbal de Las Casas, Chiapas, México: Universidad Intercultural de Chiapas. (2019)[4]

### Antologías
- Tate sosiego compa. Antología Dramaturgos del Sureste. Oaxaca, 1989

### Ensayos
- Xixilton (crónica). Fundación SNTE. México, 1992

- Memorial de nostalgias (crónica). Tuxtla Gutiérrez, Chiapas. 1994

- (Anecdotario). Minihistorias del poder y el pueblo. Coneculta. 2000

### Cuentos
- El hombre que se volvía chucho, Tuxtla Gutiérrez, Chiapas. COBACH 1993

- Los aparecidos del agua. ISBN 970-697-025-8 Coneculta. 2000

- Martín Tuxum. Socama. 1993

### Dramaturgia
- Los agravios de su Ilustrísima. ISBN 968-29-6131-9. I.N.I. México, 1994.

- Límites perdidos. ISBN 970-697-144-0. Coneculta. 2005.

### Cine
- Los agravios. INI. México. 1995.

### Biografías
- Biografía del doctor Belisario Domínguez escrita por encargo de la Cámara de Senadores de México.[5][6]

### Recopilaciones
- Cinco textos de Luis Espinosa. Senado de la República. 1998
- El Haikudista profano. Cuadernillo n.º 1. Editado por Manuel Francisco Aguilar García. 2020.
- El inocente y el ladrón/ Memoria de una persecución montada desde el poder Sabinista.[7]     Diez partes 10 9 8 7 6 5 4 3 2 1

## Premios
En el ámbito de la cultura ha obtenido: el primer lugar en el ensayo sobre la obra de Ramón López Velarde (Tuxtla 1971); Mejor director teatral (Monterrey 1968); primer lugar en los juegos florales del magisterio (Tuxtla 1989); Premio Nacional de Teatro Histórico (Instituto Nacional de Bellas Artes-Instituto Mexicano del Seguro Social 1993) por El tribuno y el usurpador (1989); Premio Nacional de Cuento Histórico (Secretaría de Educación Pública) por Martín Tuxum (1993) y Premio Nacional de Crónica (FCMM) por Xixiltón (1992). Recibió la estatuilla Tío Chico que Vuela en 2008 otorgada por la Rial Academia de la Lengua Frailescana. 
Su obra Xixiltón, está incluida como lectura obligada por la SEP para los estudiantes de las escuelas normales del país y en la antología para los maestros indígenas de la Universidad Pedagógica Nacional, en la materia de Educación e Identidad.
Ha sido reconocido como educador con la medalla de Maestro Distinguido por la Asociación Estatal de Padres de Familia y la Medalla como Maestro Emérito entregada por el H. Ayuntamiento de Tuxtla.
El 28 de diciembre de 2020, en San Cristóbal de Las Casas, Chiapas; se presenta el  "Calendario 2021 ‘La Identidad de los Chiapanecos’ donde  le realiza un homenaje al profesor Alfredo Palacios Espinosa, junto a hombres y mujeres de la entidad que han destacado por su gran trayectoria artística o profesional en diferentes ámbitos; destacando su valiosa aportación al desarrollo con sentido crítico e innovador, en el ámbito de la educación y la literatura.

## Críticas
El 18 de enero de 2012 la Procuraduría General de Justicia del Estado de Chiapas lo detuvo en la Ciudad de México donde se encontraba, acusado de los delitos de Peculado, Ejercicio Indebido del Servicio Público, Abuso de Funciones Públicas, Abuso de Autoridad y Asociación Delictuosa. Junto con una decena de servidores públicos, habían contratado un seguro mediante por la cantidad de 104 millones de pesos de los fondos públicos. El exgobernador Pablo Salazar Mendiguchía dijo que ese dinero era “un bono sexenal”, ante el fin de su administración. El día 26 el juez interviniente dictó auto de formal prisión.
El 24 de octubre de 2012 se solicita el desistimiento y sobreseimiento de la acción penal por el fiscal de distrito metropolitano, quedando en libertad y libre de los delitos acusados, esa misma noche.